# Verwaltungsgemeinschaft Mansfelder Platte
In der Verwaltungsgemeinschaft Mansfelder Platte waren im sachsen-anhaltischen Landkreis Mansfelder Land die Gemeinden Augsdorf, Dederstedt, Burgsdorf, Hedersleben, Hübitz, Neehausen, Polleben, Rottelsdorf und Siersleben zusammengeschlossen. Namensgebend war die Mansfelder Platte, ein kleines Mittelgebirgsplateau, auf der die Verwaltungsgemeinschaft lag.  Die Auflösung erfolgte am 1. Januar 2005, indem die Gemeinden Dederstedt und Neehausen der Verwaltungsgemeinschaft Seegebiet Mansfelder Land, die Gemeinden Hedersleben und Polleben der Verwaltungsgemeinschaft Lutherstadt Eisleben und die restlichen Gemeinden der Verwaltungsgemeinschaft Gerbstedt zugeordnet wurden.